# James Douglas (seigneur de Douglas)
James Douglas, dit Douglas le Noir (1289 ou avant – 25 août 1330), est un chevalier écossais qui s'illustra lors des guerres d'indépendance de l'Écosse.

## Origine
Il est le fils de Sir William Douglas dit le Hardy († 1298), seigneur de Douglas, et d'Élisabeth Stuart († 1289 ou avant), fille d'Alexandre, 4e grand sénéchal d'Écosse.
Pendant la Guerre d'indépendance, il s'empare par surprise les 19/20 février 1314 du Château de Roxburgh.
Il devient l'un des principaux lieutenants du roi dans les opérations militaires, et lors du Parlement de Scone le 3 décembre 1318, Robert Ier le désigne comme successeur éventuel de Thomas Randolph, comte de Moray, dans la régence du royaume, et « Gardien » de son futur héritier s'il s'avère que ce dernier soit mineur.
À la mort du roi Robert Ier le 7 juin 1329, pour exaucer le vœu de ce dernier d'avoir son cœur inhumé en Terre sainte, James prend la mer en février 1330. Il fait escale en Espagne, où il se joint au roi Alphonse XI de Castille dans une guerre contre les Maures de Grenade. Dans les combats il se retrouve isolé puis tué le 25 août 1330, à Tena de Ardales. Sa dépouille est bouillie, sa chair inhumée en Espagne, ses os rapatriés en Écosse pour être inhumés à Douglas.

## Postérité
James Douglas d'une épouse inconnue laisse un fils
- William Douglas († 1333) lors de Bataille de Halidon Hill

Il est également le père de plusieurs fils illégitimes :
- Archibald le Hideux († 1400), succède à son cousin, James Douglas comme 3e comte de Douglas en 1388.
- Hugh Douglas († 1342/47).
- William Douglas seigneur de Liddesdale († 1354).